# Gabriel-Laurent Paillou
Pour les articles homonymes, voir Paillou.
Gabriel Laurent Paillou (né à Chantonnay le 7 mars 1735, mort à La Rochelle le 15 décembre 1826) fut évêque de la Rochelle de 1803 à 1826, baron de l'Empire et chevalier de la Légion d'honneur.

## Biographie
Gabriel Laurent Paillou né le 7 mars 1735 dans le village de Puybelliard en Vendée, il est le fils de l'avocat Jacques Joseph Paillou et de Marie Perrine Blanchard.
Il fait d’abord des études au séminaire Saint-Sulpice de Paris et devient professeur de philosophie puis de théologie au grand séminaire de Luçon.
Dans cette ville il est chanoine de la cathédrale et vicaire général de Marie-Charles de Mercy, l’abbé Paillou se révèle alors comme étant un excellent administrateur et un homme d’autorité.
Il refuse de prêter serment et se voit contraint de s'exiler en Espagne. Il s'embarque avec 73 autres prêtres sur le Jean-François aux Sables-d'Olonne le 9 septembre 1792 pour se réfugier dans le diocèse de León où il résida surtout à Astorga.
Il ne revient de cet exil qu'en décembre 1800 où il s'installe chez une de ces nièces à La Flocellière.
L'ancien curé de La Flocellière, Serres, ne revient qu'en 1802, l'abbé Paillou continue tout de même à résider dans la paroisse, il lui donne le 20 mars 1802 une relique de la vraie croix provenant du couvent des capucins de Luçon et le 28 juin 1802 il y érige une confrérie, celle du Saint Scapulaire.

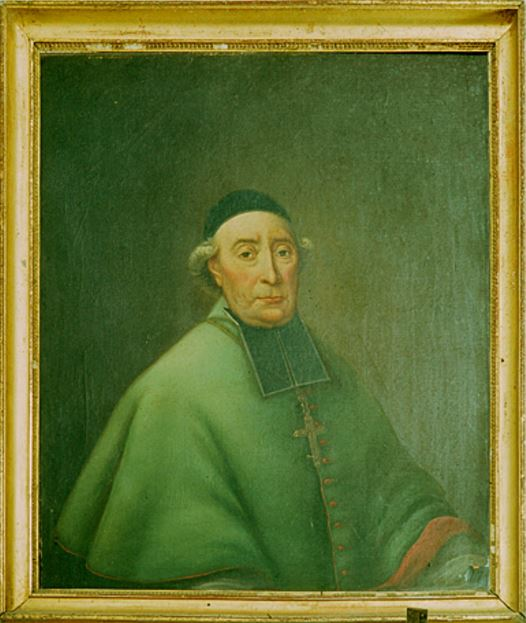
Gabriel Paillou.

Il devient par la suite vicaire général de Jean-François de Demandolx alors évêque des deux diocèses réunis, de la Rochelle et de Luçon (le diocèse de Luçon supprimé était joint alors à celui de la Rochelle).
Le 27 avril 1803 à Fontenay-le-Comte, en présence de l’évêque, il prête serment de fidélité au Concordat avec d'autres curés de Vendée.
Au mois de juin 1804, Gabriel Paillou est appelé à Paris par l'empereur Napoléon Ier veut le voir qui pense faire de lui un évêque.
Il est sacré à Paris, le 2 février 1805, en compagnie de Dominique de Pradt, nommé à Poitiers, par le pape Pie VII en personne, le pape étant à Paris pour y sacrer l’Empereur le 2 décembre 1804.
En 1817, le diocèse de Luçon est rétabli et comprend toute la Vendée. Le nouvel évêque est alors René Soyer.
Il meurt le 14 décembre 1826, à 93 ans et dix mois.

## Sources
- Guy Chevreau, Monseigneur Gabriel Laurent Paillou, évêque de La Rochelle et Saintes (1995), La Rochelle, 1995